# Haga (Tochigi)
Haga (jap. 芳賀町 Haga-machi) – miasto w Japonii, na wyspie Honsiu, w prefekturze Tochigi. Według danych na rok 2020 miejscowość zamieszkiwało 14 961 mieszkańców , a gęstość zaludnienia wyniosła 213,2 os./km².